# Jean Bulot
Pour les articles homonymes, voir Bulot.
Jean Bulot, né en juillet 1939 sur l'île d'Arz dans le golfe du Morbihan est un marin et écrivain français. Il était capitaine du remorqueur de haute mer l’Abeille Flandre de 1979 à 1994.

## Biographie
Son père était capitaine au long cours. En septembre 1951, il entre en pension dans un collège jésuite de Vannes. En octobre 1956, il entre à l'école d'apprentissage maritime de Saint-Gilles-Croix-de-Vie.
Le 23 mars 1957, il réalise son premier embarquement, comme pilotin sur le Robert L.D. de la compagnie Louis Dreyfus.
Il réalise son premier embarquement en tant qu'officier fin octobre 1961, il est alors deuxième lieutenant sur le liberty-ship Courseulles.
Diplôme capitaine côtier, il intègre l'armement des Abeilles International. Entre 1972 et 1978, il navigue sur l’Abeille 30. Au cours de cette période il réalise divers remorquages en haute mer, notamment pour l'off-shore.
À la suite du naufrage de l'Amoco Cadiz en juillet 1978 au large de Portsall en Bretagne, sa compagnie Abeilles International affrète un remorqueur de haute mer en mer d'Iroise pour le compte de l'État français. Il prend le commandement de l’Abeille Normandie pour cette mission, puis de l’Abeille Flandre en 1979.
De 1979 à 1994, il est le commandant de l’Abeille Flandre ; celle-ci a été remplacée en 2004 par l'Abeille Bourbon.
Après un parcours jalonné de près de 200 sauvetages de navires de tout tonnage en détresse, Jean Bulot a été fait chevalier de la légion d'honneur en mai 1996. La décoration fut remise par Olivier de Kersauson.
Après sa retraite, à partir de 1994, il retourne à l'île d'Arz et contribue à y restaurer le moulin à marée du XVIe siècle,,.

## Œuvres
- L’Île des capitaines : Chronique maritime et sociale d’une île du Ponant du XVIIe au XXe siècle, 1988[7]
- Remorqueurs de haute mer et de sauvetage, 1989
- Le Drame de l’Amoco Cadiz, 1990
- Colère Noire, 2002
- Sauvetage Force 10, 2002
- Capitaine Tempête : souvenirs d’un capitaine de remorqueur de haute mer et de sauvetage, 2006 (Prix Vent du large)[8]
- Erika : plus jamais ça ! : Histoire d’un naufrage de complaisance, 2007
- Le Nombril à Sophie, 2008
- Cinq Petites Poupées Noires, 2009
- Petit Dictionnaire farfelu de la mer et des marins, 2010
- Le Cargo assassiné, 2014
- L'Incroyable Naufrage du Costa Concordia, 2019
- Le drapeau noir flotte sur le clocher..., 2022

## Sources
- Jean Bulot, Capitaine Tempête, éditions des Équateurs, 2006  (ISBN 2-84990-053-2)